# Коле Фарнезе (Витербо)
Коле Фарнезе је насеље у Италији у округу Витербо, региону Лацио.
Према процени из 2011. у насељу је живело 603 становника. Насеље се налази на надморској висини од 225 м.